# Het complete werk
Het complete werk omvat de Verzamelde werken van de Nederlandse schrijver Frans Kellendonk en verscheen in 1992.

## Geschiedenis
Kellendonk debuteerde in 1977 met Bouwval. Zijn laatste uitgave tijdens zijn leven was De halve wereld. Kellendonk wist toen al dat hij ernstig ziek was. Hij bereidde zelf nog Het complete werk voor, op te vatten als zijn 'Verzamelde werken'. Niettemin is niet al zijn werk in deze verzameluitgave opgenomen. Voor een klein aantal door Kellendonk geschreven werken is raadpleging van andere boekuitgaven of van de verspreide publicaties noodzakelijk. Dit geldt ook voor al zijn vertalingen.
Volgens de schriftelijke aanwijzingen die Kellendonk naliet bepaalde hij niet alleen welk verspreid werk niet mocht worden opgenomen in de sub-afdeling 'Dagwerk' van het derde deel; hij bepaalde tevens dat de twee verhalen die in zijn debuutbundel Bouwval waren opgenomen niet direct achter dat titelverhaal zouden volgen, maar als eerste in de derde afdeling zouden worden opgenomen.
Het complete werk verscheen zowel in een gebonden als ingenaaide versie, de eerste met een stofomslag; de tegelijkertijd verschenen ingenaaide uitgave verscheen als zogenaamde 'tweede druk'.
In 1995 verschenen de verhalen afzonderlijk bij Meulenhoff, ook gebaseerd op deze uitgave van Het complete werk. Na dit 'complete werk' gaf Athenaeum - Polak & Van Gennep afzonderlijk de romans (2006) en de verhalen (2007) uit in twee identiek vormgegeven delen.